# Keesler Air Force Base
Pour les articles homonymes, voir BIX.

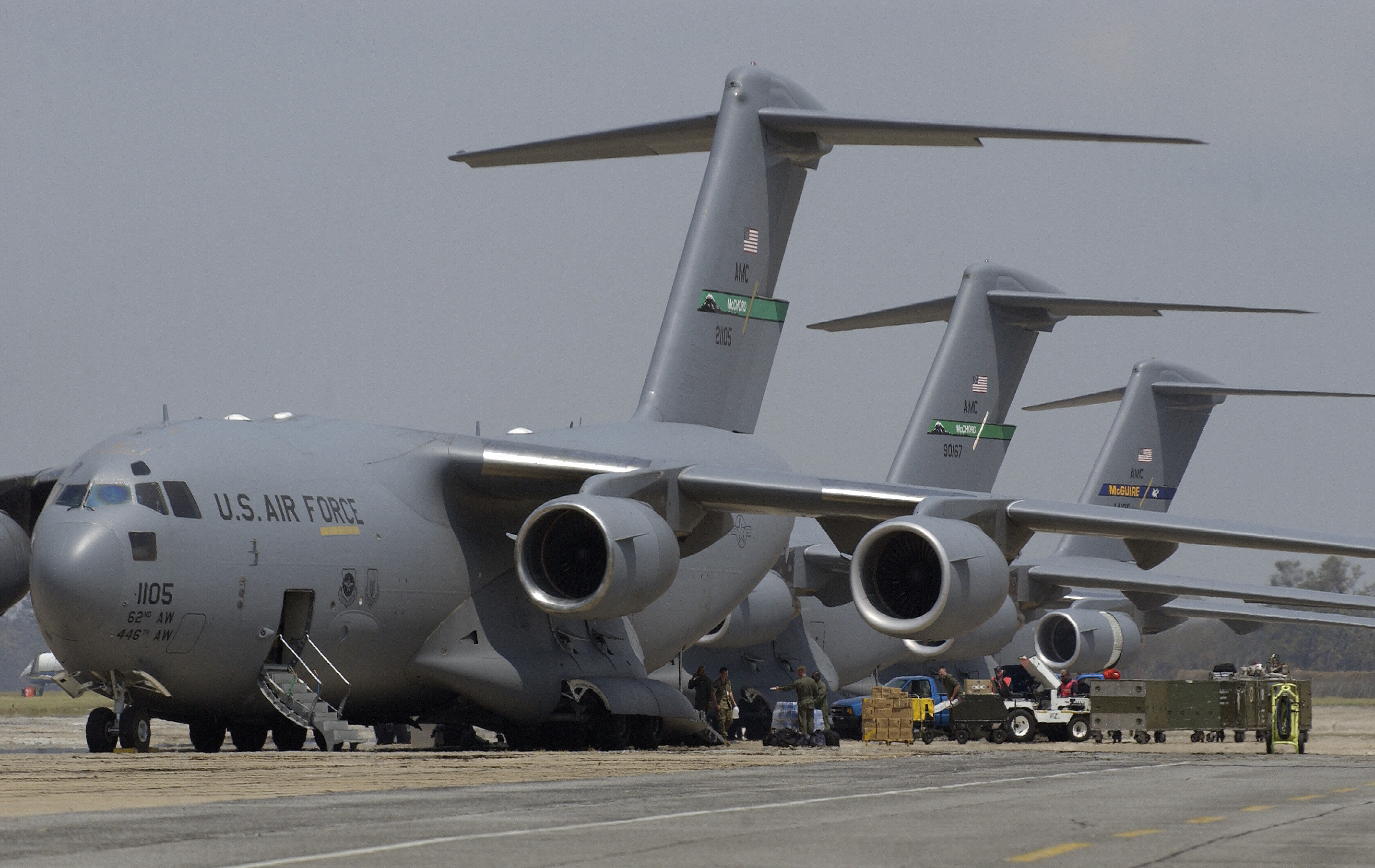
31 août 2005: McDonnell Douglas C-17 Globemaster III - Déchargement de matériel après l'ouragan Katrina.

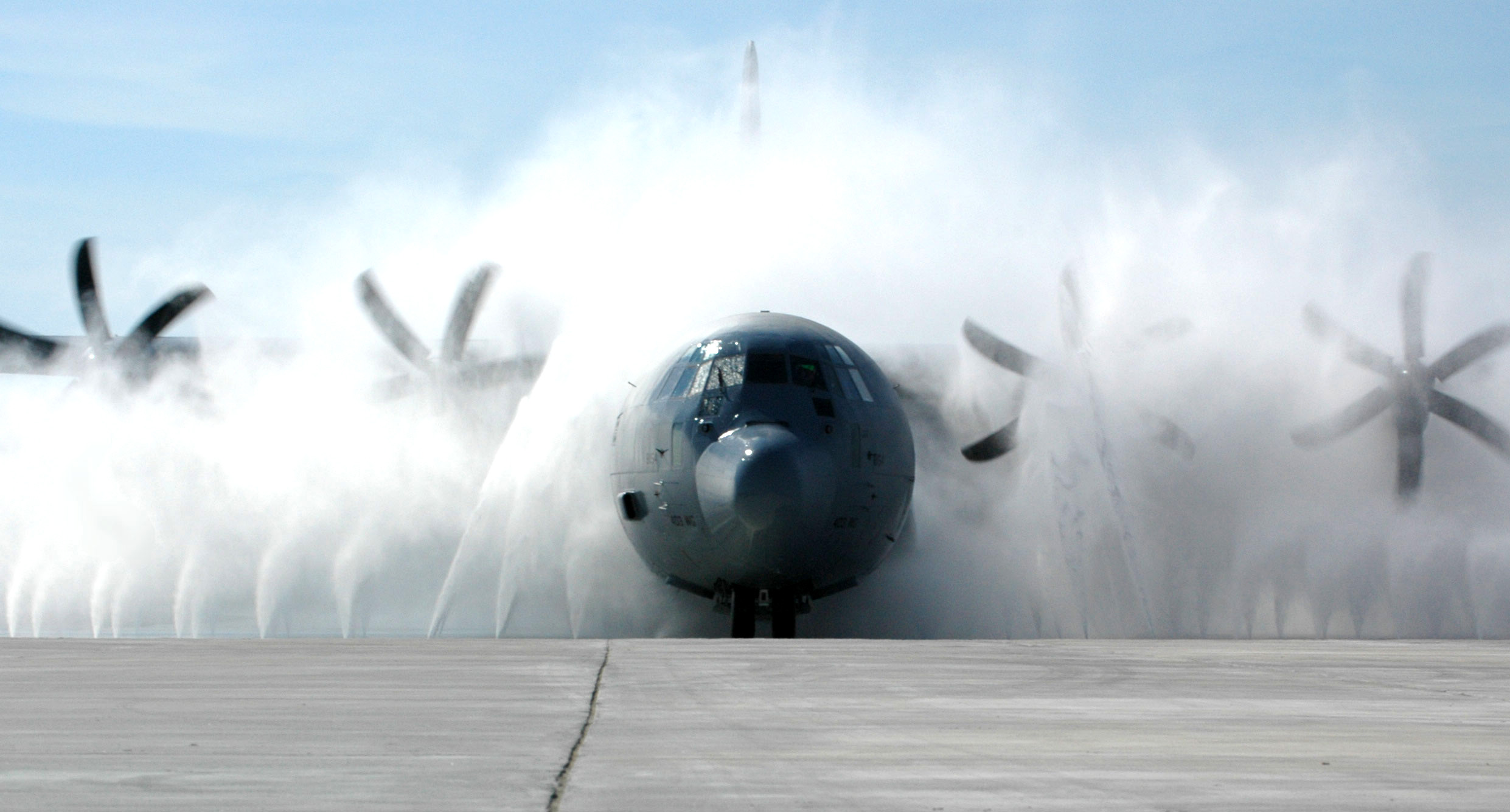
Un C-130J au nettoyage.

La Keesler Air Force Base (code IATA : BIX • code OACI : KBIX • code FAA : BIX) est une base militaire aérienne de la United States Air Force qui se trouve à Biloxi dans le Mississippi aux États-Unis. La base a été nommée ainsi en l'honneur du 2nd lieutenant Samuel Reeves Keesler, originaire du Mississippi, tué en France durant la Première Guerre mondiale.

## Unités
La base est le quartier-général de la Second Air Force (2 AF) et du 81st Training Wing (81 TW) de la Air Education and Training Command (AETC).
La 81 TW est responsable de l'entrainement des recrues dans les métiers de l'aviation.  En moyenne, la base accueille 4700 recrues. La majorité de l'entrainement reçu porte sur l’électronique comme les technologies de l'information, l'avionique ou encore la cryptographie.
La 81st Training Wing entraîne aussi dans le domaine de la météorologie: observation, analyse du temps et prévision, contrôle du trafic aérien, Aviation Resource Management (ARMS), et prévision des cyclones. Le 81st Medical Group est basé à la Keesler Air Force Base, il est le deuxième plus grand centre médical de la US Air Force.
Le 403d Wing de la Air Force Reserve Command est aussi localisé à Keesler. Elle fournit des ponts aériens à travers le 815th Airlift Squadron et ses C-130 Hercules. Elle sert aussi d'unité-mère au 53rd Weather Reconnaissance Squadron, unité connue sous le nom de "Chasseurs de cyclones." 
Keesler AFB regroupe quatre escadrons d’entraînements : le 334e, 335e, 336e, et le 338e.

## Histoire

### Seconde Guerre mondiale
Au début du mois de janvier 1941 la ville de Biloxi propose à la United States Army de construire une base d'entrainement. Le département de la guerre active la Army Air Corps Station No. 8, Aviation Mechanics School le 12 juin 1941. Le 25 août 1941, la base est nommée Keesler Army Airfield en l'honneur du 2nd lieutenant Samuel Reeves, originaire du Mississippi et tué en France durant la Première Guerre mondiale.
Le Congrès des États-Unis débloque initialement six millions de dollars pour la construction de la base et deux millions pour l'équipement. Ce sont quelque dix millions de dollars qui sont finalement nécessaires à la création de la base. À l'époque il devient le projet gouvernemental le plus cher de l'État du Mississippi.

### Katrina

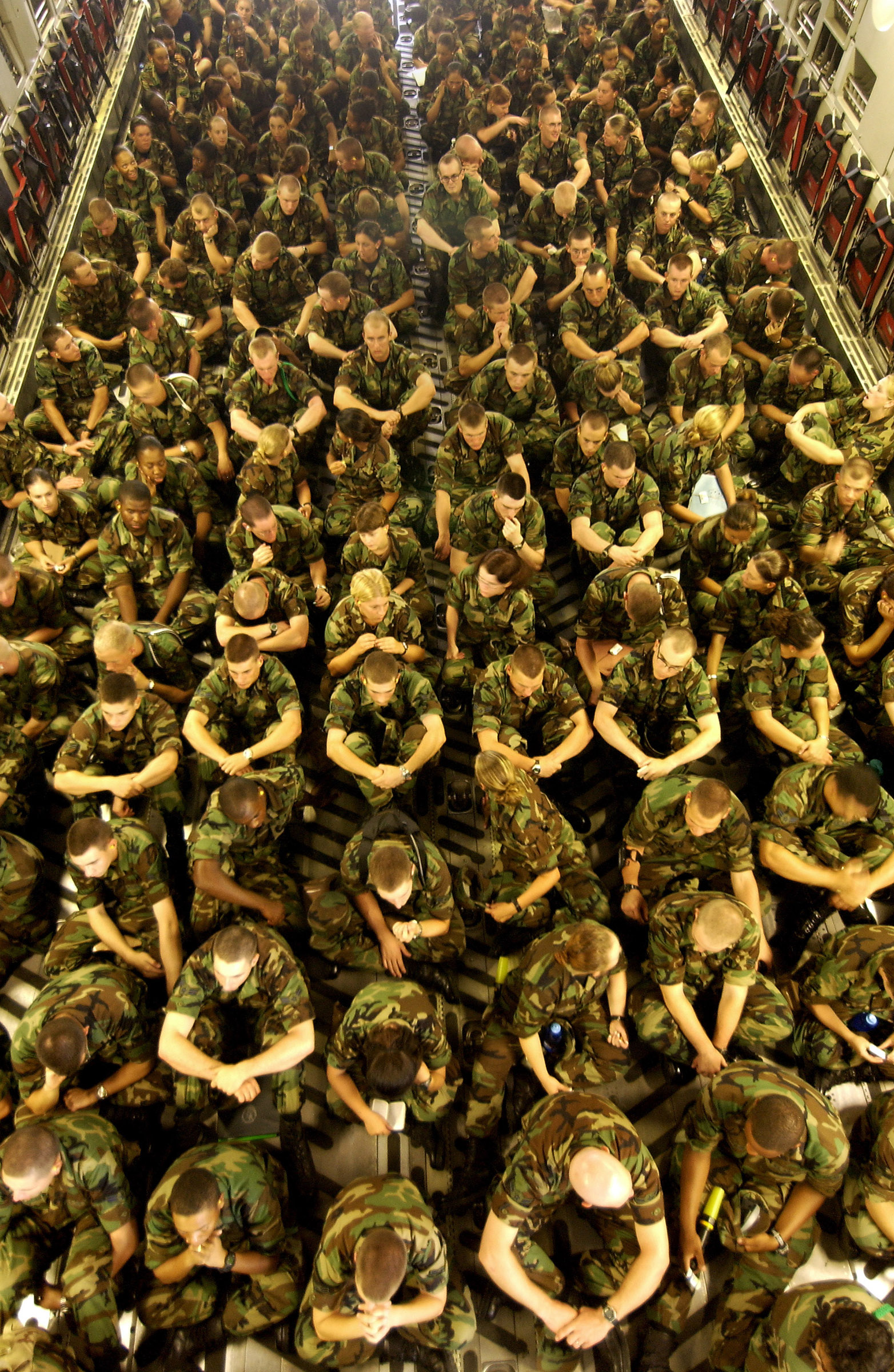
Recrues de la Keesler AFB évacuées à la Sheppard AFB dans un McDonnell Douglas C-17 Globemaster III

Le 29 août 2005 la base est frappée par l'ouragan Katrina. Bien que le personnel non essentiel et les avions aient été évacués à l'avance, les logements et les zones industrielles ont subi d'importants dégâts. À cause de l'onde de tempête, environ 50 % de la base fut envahie par les eaux.